# Моверман, Орен
Орен Моверман (англ. Oren Moverman, род. 4 июля 1966 года) ― израильский кинорежиссёр, сценарист и кинопродюсер. Лауреат премий «Серебряный медведь» и «Эмми», номинант на «Оскар».

## Биография
Орен Моверман родился 4 июля 1966 года в Яффе, Израиль. По происхождению является евреем-ашкенази. Вырос в Гиватаиме. С 13 до 18 лет жил в США. После службы в Армии обороны Израиля он окончательно переехал в США. Окончил Бруклинский колледж в 1992 году.
Моверман начал свою карьеру как сценарист. Он написал сценарии для таких фильмов, как «Сын Иисуса», «Лицо», «Меня там нет», «Супружество», а также биографического фильма Брайана Уилсона «Любовь и милосердие».
В 2009 году он дебютировал в качестве режиссёра в полнометражном фильме «Посланник» с Беном Фостером и Вуди Харрельсоном в главных ролях. Мировая премьера фильма состоялась на кинофестивале Сандэнс в 2009 году.
В 2011 году Моверман снова сотрудничал с Вуди Харрельсоном в его втором фильме «Бастион». Мировая премьера фильма состоялась на Международном кинофестивале в Торонто в 2011 году.
В 2014 году он снял фильм «Перерыв на бездумье» с Ричардом Гиром в главной роли. Мировая премьера фильма состоялась в 2014 году на Международном кинофестивале в Торонто.
В 2017 году он снял фильм «Ужин» с участием Ричарда Гира, Стива Кугана, Лоры Линни и Ребекки Холл в главных ролях. Мировая премьера фильма состоялась на 67-м Берлинском международном кинофестивале.

## Фильмография

### Feature films
| Год  | Название                                                            | Режиссер | Сценарист | Продюсер |
| ---- | ------------------------------------------------------------------- | -------- | --------- | -------- |
| 1999 | Сын Иисуса                                                          | Нет      | Да        | Нет      |
| 2002 | Лицо                                                                | Нет      | Да        | Нет      |
| 2007 | Меня там нет                                                        | Нет      | Да        | Нет      |
| 2007 | Супружество                                                         | Нет      | Да        | Нет      |
| 2009 | Посланник                                                           | Да       | Да        | Нет      |
| 2011 | Бастион                                                             | Да       | Да        | Нет      |
| 2014 | Перерыв на бездумье                                                 | Да       | Да        | Нет      |
| 2014 | Эксперимент: Зло                                                    | Нет      | Да        | Нет      |
| 2014 | Теряя контроль                                                      | Нет      | Нет       | Да       |
| 2014 | Любовь и милосердие                                                 | Нет      | Да        | Да       |
| 2016 | Перекресток 48                                                      | Нет      | Да        | Да       |
| 2016 | Норман: Умеренный взлет и трагическое падение нью-Йоркского мастера | Нет      | Нет       | Да       |
| 2016 | Билет                                                               | Нет      | Нет       | Да       |
| 2017 | Вероника                                                            | Нет      | Нет       | Да       |
| 2017 | Ужин                                                                | Да       | Да        | Нет      |
| 2018 | Монстры и люди                                                      | Нет      | Нет       | Да       |
| 2018 | Дайан                                                               | Нет      | Нет       | Да       |
| 2018 | Пазл                                                                | Нет      | Да        | Нет      |
| 2018 | Скин                                                                | Нет      | Нет       | Да       |
| 2018 | Рассказ                                                             | Нет      | Нет       | Да       |
| 2018 | Дикая жизнь                                                         | Нет      | Нет       | Да       |
| 2019 | Безупречный                                                         | Нет      | Нет       | Да       |
| 2019 | Человеческий капитал                                                | Нет      | Да        | Да       |
| 2020 | Мои волосы хотят убивать                                            | Нет      | Нет       | Да       |
| 2021 | Прохождение                                                         | Нет      | Нет       | Да       |